# Imperio Karkota

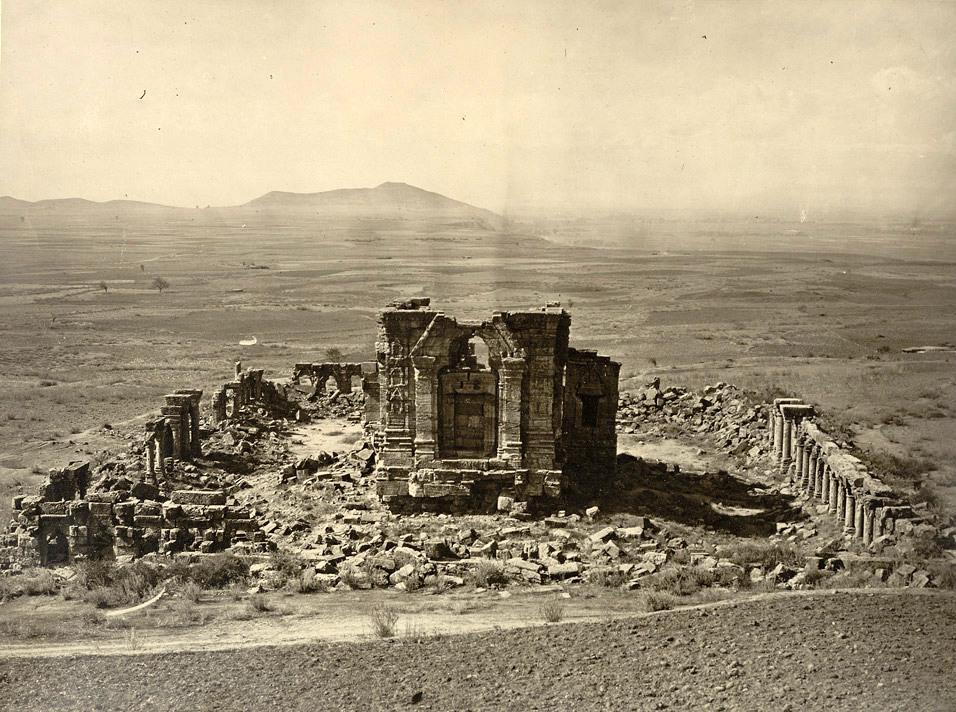
Templo de Martand fotografiado por John Burke en 1868.

El Imperio Karkota (c. 625-885) fue una dinastía cachemir que fue una potencia importante en el subcontinente indio durante los siglos VII y VIII. Fue fundada por Durlabhvardhana durante la vida de Jarsha Vardhana. La dinastía marcó el ascenso de Cachemira como un poder en el norte de la India. Avanti Varman ascendió al trono de Cachemira en 855, estableciendo la dinastía Utpala y terminando con el gobierno de la dinastía Karkota.
Lalitaditya Muktapida, el gobernante más fuerte de la dinastía, capturó partes de Asia Central, Afganistán y Punjab con la ayuda china. Según el  Rajatarangini del historiador Kalhana, Lalitaditya fue capaz de extender el poder de Cachemira más allá de los límites normales de las montañas y aproximadamente en 740 infligió una derrota a Yashovarman, el rey de Kannauj. Kalhana acredita a Lalitaditya con la derrota de turcos, tibetanos, bhutias, kambojas y otros. Sin embargo, el relato de Kalhana de las conquistas de Lalitaditya es exagerado. Kalhana vivió alrededor de cuatro siglos después de Lalitaditya, y la imaginación popular parece haber adornado los logros de Lalitaditya durante ese período, como se desprende del hecho de que Kalhana acredita al rey  poderes milagrosos, como ser capaz de producir agua en el desierto al golpear la arena con su espada. Por ejemplo, la afirmación de que Lalitaditya conquistó a los tibetanos parece estar basada en su participación en campañas de la dinastía Tang contra los tibetanos.
Los emperadores Karkota fueron principalmente hindúes.  Construyeron espectaculares templos hindúes en su capital, Parihaspur. Sin embargo, también permitieron que el budismo floreciera en su gobierno. Estupas, chaityas y viharas se pueden encontrar en las ruinas de su capital. El templo del Sol de Martand, en el distrito de Anantnag, fue construido por Lalitaditya. Es el templo de Suria (Sol) más antiguo conocido en la India y también fue uno de los complejos de templos más grandes de la época.

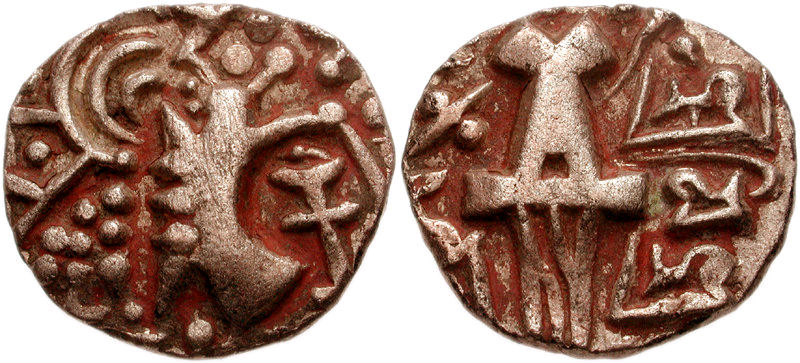
Moneda del rey Vajraditya (Vigraha Deva) de la dinastía Karkota, c.  763-770
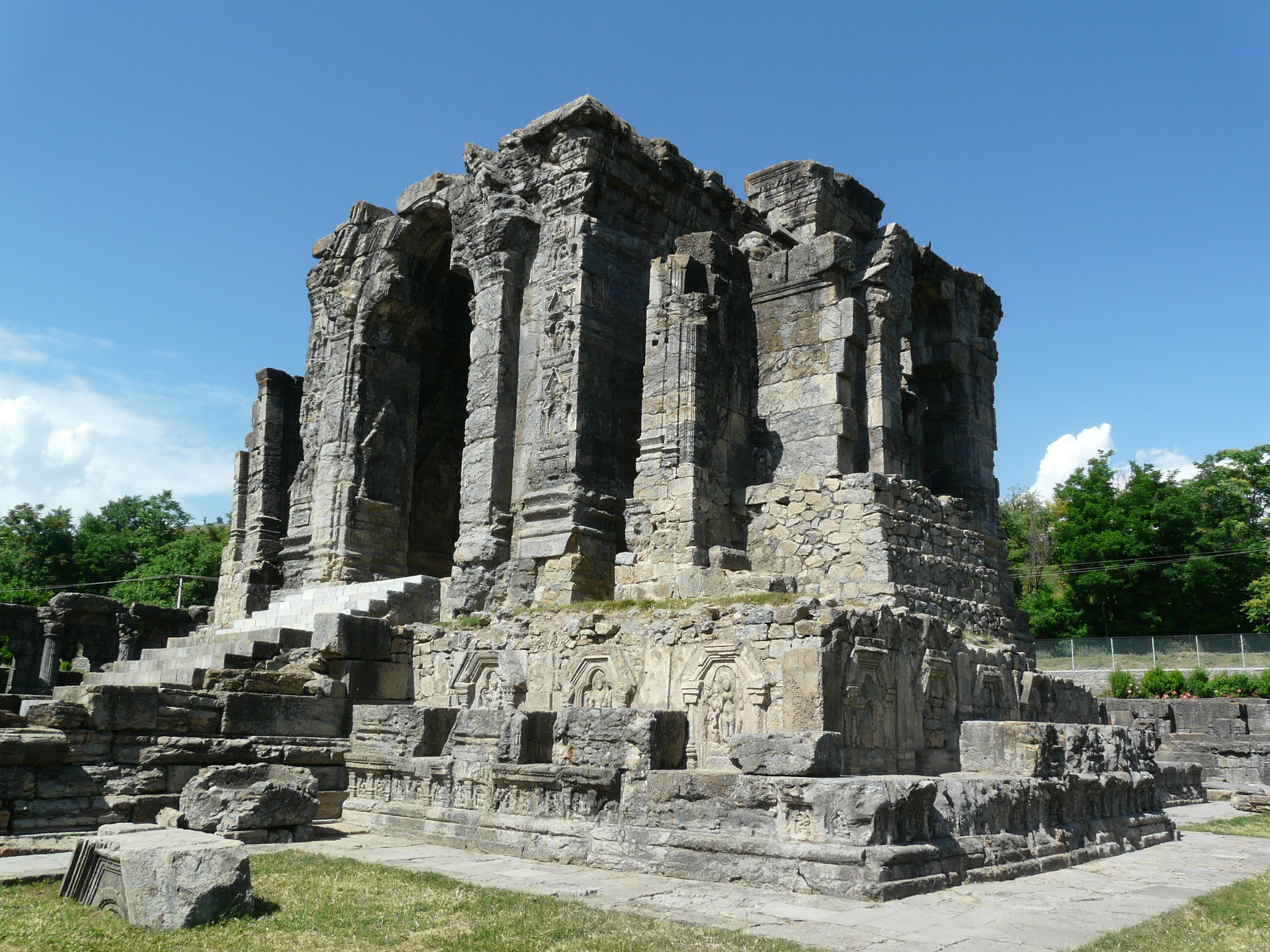
Templo del Sol de Martand construido por Lalitaditya Muktapida.
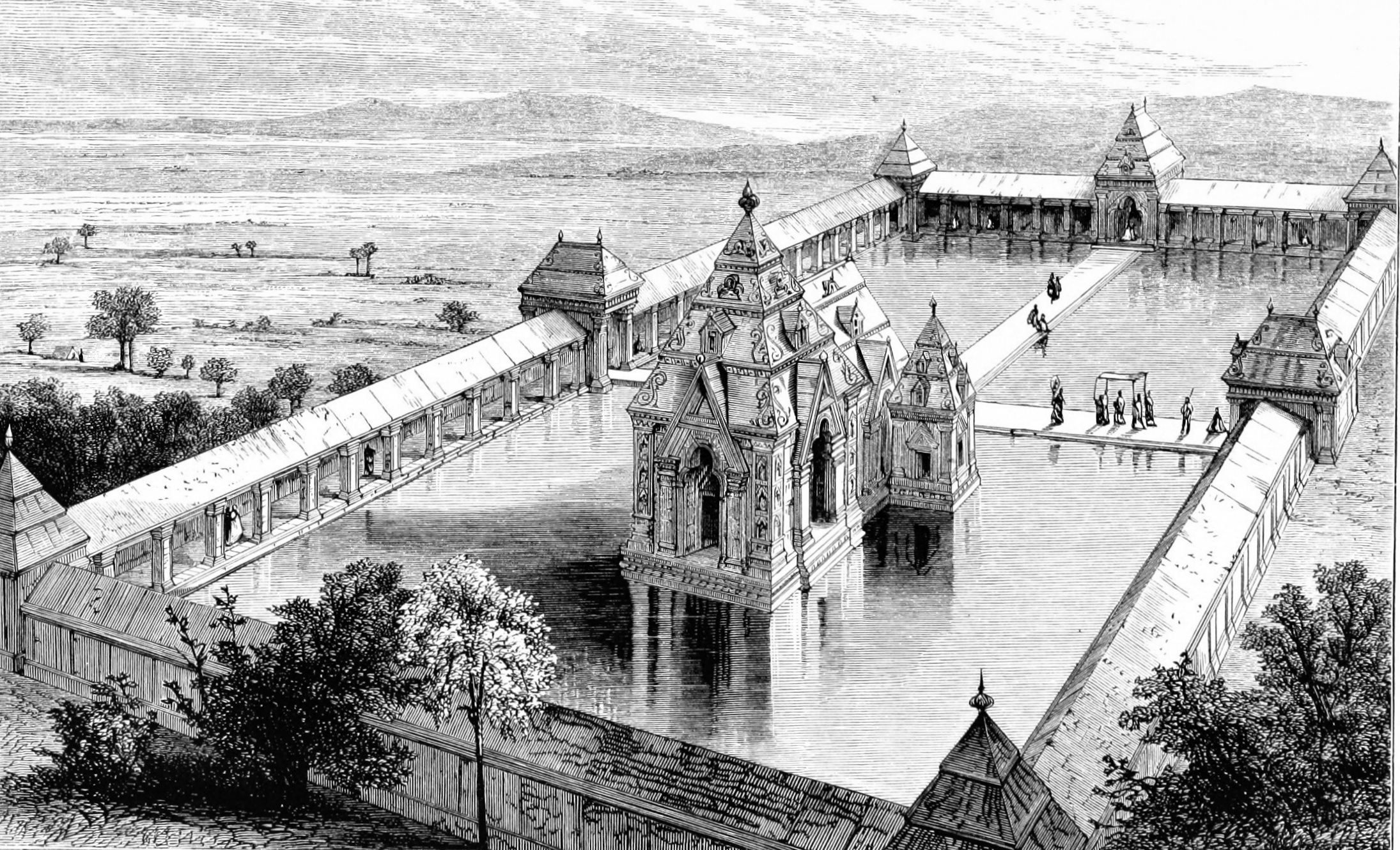
Recreación del templo de J. Duguid, 1870-1873